# Antoni Tomiałojć
Antoni Tomiałojć (ur. 22 września 1923 w Wiszykańcach (powiat oszmiański), zm. 7 marca 1949 we Wrocławiu) – żołnierz wileńskiej Armii Krajowej, ludowego Wojska Polskiego, oddziału Zrzeszenia Wolność i Niezawisłość Hieronima Dekutowskiego „Zapory”, stracony przez władze stalinowskie w PRL.

## Życiorys
Był synem Kazimierza. W czasie wojny był żołnierzem wileńskich oddziałów Armii Krajowej. W 1944 roku został wcielony do ludowego Wojska Polskiego, w którym dostał przydział do 1 pułku piechoty, a następnie został skierowany do Oficerskiej Szkoły Artylerii w Chełmnie. Zdezerterował. W 1946 roku przyłączył się na Lubelszczyźnie do oddziałów partyzanckich WiN mjr. Hieronima Dekutowskiego „Zapory”. 18 kwietnia 1947 roku ujawnił się przed komisją amnestyjną w WUBP Warszawa, po czym wyjechał na Dolny Śląsk, gdzie uzyskał pracę administratora domu wypoczynkowego dla studentów ASP w Polanicy-Zdroju. Wkrótce uzyskał inną pracę, w Sokołówce.
W 1947 roku zorganizował podziemną organizację niepodległościową na terenie województwa wrocławskiego. Od października 1948 roku brał udział w akcjach zbrojnych na kasy spółdzielcze i instytucje państwowe na terenie tego województwa. 4 grudnia 1948 roku został aresztowany w Polanicy-Zdroju po ulicznej strzelaninie i został przewieziony do WUBP Wrocław. Nakaz aresztowania podpisał 7 grudnia mjr Jan Orliński, a 27 grudnia Tomiałojć został oskarżony o nielegalne posiadanie broni i udział w napadach rabunkowych. 11 lutego 1949 roku w trybie doraźnym został skazany na trzykrotną karę śmierci przez WSR. Oskarżał ppor. Stefan Michta. Przewodniczącym składu sędziowskiego był mjr Roman Abramowicz. Tomiałojć został rozstrzelany 7 marca 1949 roku strzałem w tył głowy z bliskiej odległości w więzieniu przy ul. Kleczkowskiej we Wrocławiu.
Instytut Pamięci Narodowej ekshumował szczątki Antoniego Tomiałojcia w czerwcu 2008 roku na wrocławskim Cmentarzu Osobowickim.